# Michael Gwynn
Michael Gwynn, född 30 november 1916 i Bath, död 29 januari 1976 i London av en hjärtattack, var en brittisk skådespelare.

## Filmografi
- 1958 – The Revenge of Frankenstein
- 1961 – Ååh, en sån skräcknatt
- 1961 – Question 7
- 1963 – Jason and the Argonauts
- 1970 – Scars of Dracula
- 1975 – State of Emergency

## Fotnoter
1. 1 2  Bibliothèque nationale de France, BnF Catalogue général : öppen dataplattform, id-nummer i Frankrikes nationalbiblioteks katalog: 141844803.[källa från Wikidata]
2. ↑  Tjeckiska nationalbibliotekets databas, NKC-ID: xx0178998, läst: 16 december 2022.[källa från Wikidata]